# Temporada 1941 de la NFL
La Temporada 1941 de la NFL fue la 22ª en la historia de la NFL. Antes de la temporada, Elmer Layden fue
nombrado el primer Comisionado de la NFL, mientras que Carl Storck renunció como presidente de la liga. Layden también asumió las
funciones de presidente y firmó un contrato de cinco años a 20,000$ anuales.
Los estatutos de la liga fueron cambiados para introducir los playoffs en los casos en que hayan empate en la división después de la temporada
regular, y las normas para tiempos extras en el caso de que un partido de eliminatoria estaba quedara empatado después de cuatro cuartos.
El campeón defensor de la liga, Chicago Bears y los Green Bay Packers terminaron la temporada regular empatados en la División Oeste,
por ende disputaron el primer partido de playoff divisional en la historia de la liga. Los Bears ganaron 33-14 en Wrigley Field el 14 de
diciembre, y una semana más tarde, a los New York Giants 37-9 en el juego de campeonato de la NFL en el Wrigley Field el 21 de diciembre.
Los Bears se convirtió en el primer equipo, desde la institución del campeonato Este-Oeste en 1933, en repetir
como campeón.
La asistencia total a los 55 partidos de temporada regular fue 1.118.616. Esto representó un aumento del 9% con respecto a la asistencia a la
temporada anterior.

## Principales cambios en las reglas
- La sanción por desplazamiento ilegal es de 5 yardas.
- La sanción por patada o derribo ilegal es de 15 yardas.
- Cada vez que un jugador es expulsado del juego, su equipo es penalizado 15 yardas.
- Una falta personal cometida por el oponente del equipo de puntuación se aplica en la siguiente patada de salida.[3]

Además de estos cambios en las reglas, esta temporada fue la primera vez que el comisionado de la liga se involucró en la aplicación de las
normas de conducta de los jugadores. Comisionado Elmer Layden en agosto multó al quarterback de los Green Bay Packers Larry Craig y
al halfback de los New York Giants Hank Soar para una pelea.
Wilson se convirtió en el balón oficial de juego de la NFL.

## Carrera Divisional
En el Este, al cabo de nueve semanas los Redskins lideraban la división con uma marca de 5-1-0 ; su única derrota había sido 17-10 frente
a los Giants (5-2-0), que había perdido dos juegos consecutivos. Washington, sin embargo, perdió sus siguientes tres partidos, mientras
que los Giants se ganaron sus siguientes dos partidos. El 23 de noviembre, los Redskins(5-3) se enfrentaron a New York(7-2) en el
Polo Grounds, y fue victoria de los Giants 20-13, asegurando así la división.
En el Oeste la lucha fue entre los Bears y los Packers. Para el 2 de noviembre, cuando los equipos se enfrentaron en el Wrigley Field, los
Bears tenían una marca de 5-0 y los Packers 6-1, en parte debido a la anterior victoria de los Bears 25-17 en Green Bay. La victoria de
Green Bay 16-14 los puso a la cabeza, y terminó la temporada regular con 10-1 el 30 de noviembre con una victoria 22-17 en Washington. En la
tarde del 7 de diciembre de 1941, el día del Ataque a Pearl Harbor, los Bears estaban perdiendo frente a los Cardinals 14-0, y al iniciar el
último cuarto 24-21, antes de recuperarse para un triunfo 34-24. Ambos equipos terminaron con 10-1 y una segunda fase se estableció para
determinar quién iría al juego de campeonato de la NFL. Con los Estados Unidos envuelto en la Segunda Guerra Mundial, los Bears y los
Packers se enfrentaron en el Wrigley Field el 14 de diciembre, con una victoria de Chicago por 33-14.

## Temporada regular
V = Victorias, D = Derrotas, E = Empates, CTE = Cociente de victorias, PF= Puntos a favor, PC = Puntos en contra
Nota: Los juegos empatados no fueron contabilizados de manera oficial en las posiciones hasta 1972
| New York Giants     | 8 | 3 | 0 | .727 | 238 | 114 |
| Brooklyn Dodgers    | 7 | 4 | 0 | .636 | 158 | 127 |
| Washington Redskins | 6 | 5 | 0 | .545 | 176 | 174 |
| Philadelphia Eagles | 2 | 8 | 1 | .200 | 119 | 218 |
| Pittsburgh Steelers | 1 | 9 | 1 | .100 | 103 | 276 |

| Chicago Bears     | 10 | 1 | 0 | .909 | 396 | 147 |
| Green Bay Packers | 10 | 1 | 0 | .909 | 258 | 120 |
| Detroit Lions     | 4  | 6 | 1 | .400 | 121 | 195 |
| Chicago Cardinals | 3  | 7 | 1 | .300 | 127 | 197 |
| Cleveland Rams    | 2  | 9 | 0 | .182 | 116 | 244 |

## Juego de Campeonato
Juego de Desempate, División Oeste
- Chicago Bears 33, Green Bay Packers 14, 14 de diciembre de 1941, Wrigley Field, Chicago, Illinois

Juego de Campeonato
- Chicago Bears 37, New York Giants 9, 21 de diciembre de 1941, Wrigley Field, Chicago, Illinois

## Líderes de la liga
| Estadísticas | Nombre       | Equipo    | Yardas |
| ------------ | ------------ | --------- | ------ |
| Pasando      | Cecil Isbell | Green Bay | 1.479  |
| Corriendo    | Pug Manders  | Brooklyn  | 486    |
| Recibiendo   | Don Hutson   | Green Bay | 738    |